# District de Patiala
Le district de Patiala est un des 22 districts de l'État indien du Pendjab.